# Ajay (Fluss)
Der Ajay oder Ajoy (Hindi अजय नदी Ajay nadī; bengalisch অজয় নদ Ajaẏ nad) ist ein ca. 288 km langer Nebenfluss des Hugli im indischen Bundesstaat Westbengalen; er gehört zum Einzugsgebiet des Ganges.

## Verlauf
Der Fluss Ajay entspringt in den Chakai Hills im Südosten des indischen Bundesstaats Bihar in einer Höhe von ca. 331 m. Er fließt in südöstlicher Richtung und erreicht bereits nach ca. 5 km den Nordosten des Bundesstaats Jharkhand, doch die größte Strecke (ca. 152 km) fließt er durch den Bundesstaat Westbengalen, wo er ca. 2 km nördlich der Stadt Katwa in den Hugli (manchmal auch Bhagirathi genannt) mündet.

## Nebenflüsse und Stauseen
Der Ajay hat mehrere Nebenflüsse; der größte ist der von Nordwesten kommende Hinglo. Seit dem Jahr 2003 wird er im Bundesstaat Jharkhand im Sikatiya-Stausee gestaut.

## Städte
Wegen der vor allem in der Monsunzeit auftretenden Überschwemmungen des Ajay sind Orte und Städte in Ufernähe selten.

## Geschichte
Archäologische Kleinfunde belegen die Besiedlung der Flussufer in der späten Steinzeit.  Der griechische Gesandte und Reisende Megasthenes erwähnt einen Fluss mit Namen  Amystis, der von einigen mit dem Ajay gleichgesetzt wird. Während der Britischen Kolonialzeit war er noch teilweise schiffbar. Heute bildet er die Grenze zwischen den westbengalischen Distrikten Bardhaman und Birbhum.